# تحالف الراغبين (مصطلح)
تحالف الراغبين Coalition of the willing هو شراكة دولية مؤقتة تُنشأ بغرض تحقيق هدف معين، وعادة ما يكون ذا طبيعة عسكرية أو سياسية؛ وهي من السياسات الدولية الأمريكية، ومنها أشهرها تحالف الراغبين لحرب العراق.

## الأصل
تم صياغة المصطلح في أوائل سبعينيات القرن العشرين من أستاذ معهد ماساتشوستس للتكنولوجيا لينكولن ب. بلومفيلد وزملائه، بما في ذلك هارلاند كليفلاند من جامعة مينيسوتا. في تموز 1971، وصف بلومفيلد الحاجة إلى تحالف من الدول الراغبة في دعم أهداف حفظ السلام المهمة أو استقرار الصراعات التي أقرتها الأمم المتحدة، في مقال رأي بصحيفة نيويورك تايمز. وقد التقط وزير الخارجية هنري كيسنجر هذا المصطلح في رسالة إلى بلومفيلد عام 1973، معترفًا بـ "اقتراح الأخير بشأن 'تحالفات الراغبين'". في 9 أيار 1988، كتب كليفلاند رسالة "للتسجيل" إلى محرر الشؤون الخارجية موضحًا أن بلومفيلد هو مبتكر العبارة، التي نُشرت لأول مرة في كتابه عام 1974 بعنوان "بحثًا عن السياسة الخارجية الأمريكية". في عام 2002، نشر بلومفيلد مقال رأي آخر، أصر فيه على أن كليفلاند لها الفضل في هذه العبارة.